# مايدى نورمان
مايدى نورمان (بالإنجليزية: Maidie Norman) (و. 1912 – 1998 م) هي ممثلة أفلام، وممثلة مسرحية، وممثلة تلفزيونية، ومُدرسة أمريكية، ولدت في مقاطعة كارول، كانت عضوةً في الحزب الجمهوري، توفيت في سان خوسيه، كاليفورنيا، عن عمر يناهز 86 عاماً، بسبب سرطان الرئة.

## التعليم
تعلمت في جامعة كولومبيا، وتعلمت في كلية الفنون في جامعة كولومبيا ‏، وتعلمت في Bennett College ‏
.

## جوائز
حصلت على جوائز منها:

عضوية قاعة مشاهير صناع السينما السود ‏ (1977)

## وصلات خارجية
- مايدى نورمان على موقع IMDb (الإنجليزية)
- مايدى نورمان على موقع ألو سيني (الفرنسية)
- مايدى نورمان على موقع قاعدة بيانات الأفلام السويدية (السويدية)
- مايدى نورمان على موقع قاعدة بيانات الفيلم (الإنجليزية)
- مايدى نورمان على موقع كينوبويسك (الروسية)

- مايدى نورمان في قاعدة بيانات الأفلام على الإنترنت